# Papiermesser
Ein Papiermesser ist ein messerförmiger Gegenstand zum Schneiden von Papier.

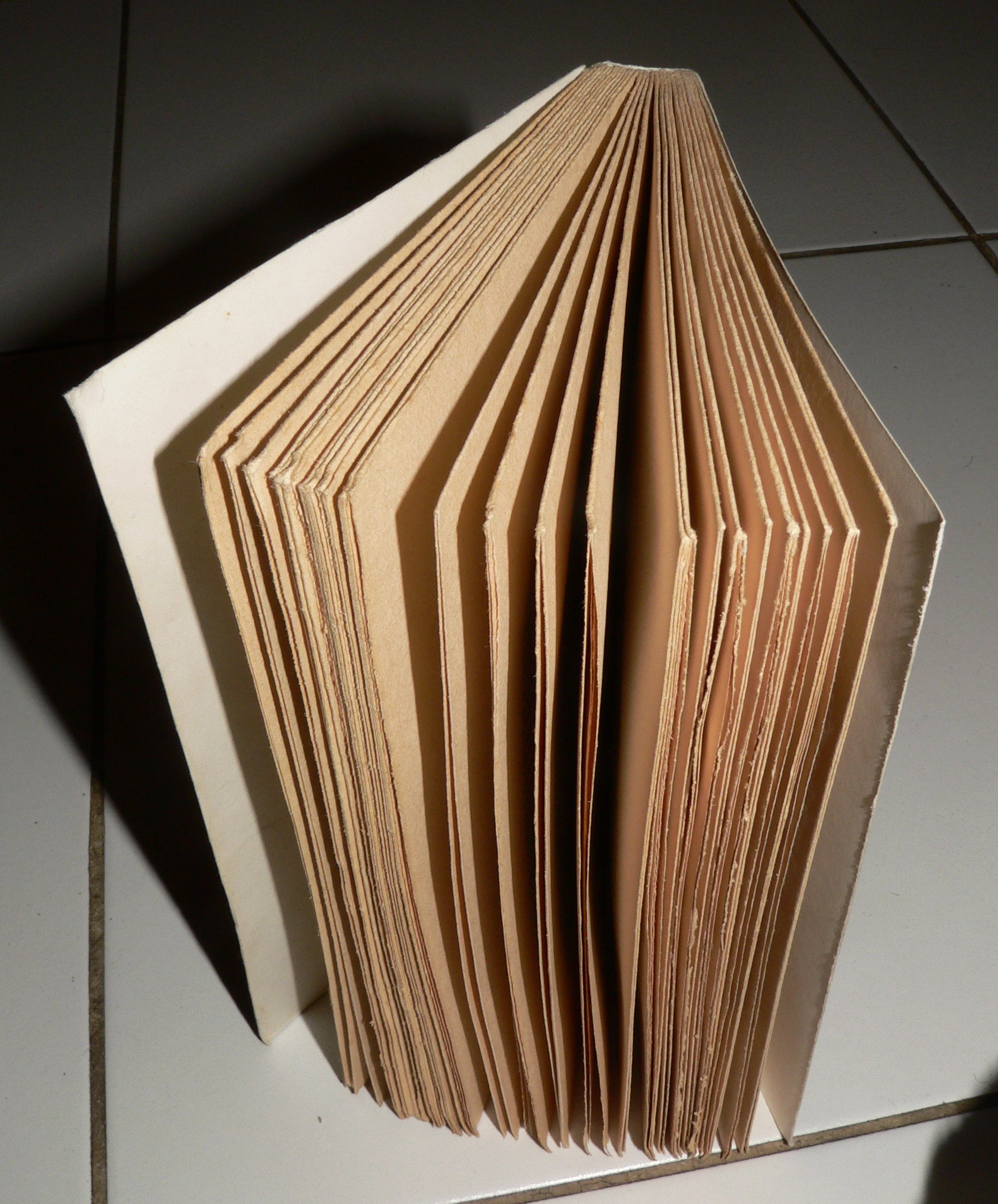
Unbeschnittenes Buch

Papiermesser dienten früher unter anderem zum Aufschneiden von Buchseiten unbeschnittener Bücher, die oft mit acht Blatte umfassenden bedruckten Bögen gefalzt (mit Hilfe von Werkzeugen oder Maschinen gefaltet) und gebunden waren. Um die Innenseiten lesen zu können, mussten die Bögen aufgeschnitten werden.
Die Klinge des Papiermessers ist im Gegensatz zum Brieföffner an der Spitze abgerundet und besteht meist aus Horn, Bein, früher aus Elfenbein, selten aus Metall.